# Mugijaya
Mugijaya is een bestuurslaag in het regentschap Lebak van de provincie Banten, Indonesië. Mugijaya telt 1614 inwoners (volkstelling 2010).